# 1947-es Balkán-bajnokság
Az 1947-es Balkán-bajnokság a Balkán-bajnokság történetének kilencedik kiírása volt. A sorozatban Albánia, Bulgária, Jugoszlávia, Magyarország és Románia válogatottjai képviseltették magukat. 
A kupát a magyar labdarúgó-válogatott nyerte.

## A végeredmény
| Csapat       | M | Gy | D | V | Rg | Kg | P |
| ------------ | - | -- | - | - | -- | -- | - |
| Magyarország | 4 | 4  | 0 | 0 | 18 | 2  | 8 |
| Jugoszlávia  | 4 | 3  | 0 | 1 | 11 | 7  | 6 |
| Románia      | 4 | 2  | 0 | 2 | 8  | 8  | 4 |
| Bulgária     | 4 | 1  | 0 | 3 | 5  | 14 | 2 |
| Albánia      | 4 | 0  | 0 | 4 | 2  | 13 | 0 |

## Kereszttáblázat
|              | HUN | JUG | ROM | BUL | ALB |
| ------------ | --- | --- | --- | --- | --- |
| Magyarország | XXX | XXX | XXX | 9-0 | 3-0 |
| Jugoszlávia  | 2-3 | XXX | XXX | 2-1 | XXX |
| Románia      | 0-3 | 1-3 | XXX | XXX | XXX |
| Bulgária     | XXX | XXX | 2-3 | XXX | 2-0 |
| Albánia      | XXX | 2-4 | 0-4 | XXX | XXX |

## Díjak
| 1947-es Balkán-kupa bajnoka: |
| ---------------------------- |
| MAGYARORSZÁG 1. cím          |